# دولار جزر الهند الغربية البريطانية
دولار جزر الهند الغربية البريطانية (BWI$) هو عملة غيانا البريطانية وأراضي شرق الكاريبي التابعة لجزر الهند الغربية البريطانية من عام 1949 إلى عام 1965، عندما أستبدل إلى حد كبير بدولار شرق الكاريبي، كان أحد العملات المستخدمة في جامايكا من عام 1954 إلى عام 1964. مراقبة السياسة النقدية للعملة من قِبل مجلس العملة الكاريبية البريطانية (BCCB). كانت العملة الرسمية المستخدمة في اتحاد جزر الهند الغربية. لم يُستخدم دولار جزر الهند الغربية البريطانية مطلقًا في هندوراس البريطانية، جزر كايمان، جزر توركس وكايكوس،جزر الباهاما، أو برمودا.

## تاريخ
أدى إعلان الملكة آن عام 1704 إلى إدخال نظام العملة الجنيه الإسترليني إلى جزر الهند الغربية البريطانية؛ إلا أنه فشل في استبدال نظام العملة الدولار الإسباني الحالي حتى أواخر سبعينيات القرن التاسع عشر. في عام 1822، صاغت الحكومة البريطانية1⁄4 ،1⁄8، و1⁄16 جزء من 'دولارات المرساة' للاستخدام في موريشيوس وجزر الهند الغربية البريطانية (ولكن ليس جامايكا). وبعد بضع سنوات، سك الدولارات النحاسية الجزئية في موريشيوس، سيراليون، وجزر الهند الغربية البريطانية.
الخطوة التالية لإدخال العملة الفضية البريطانية الإسترلينية إلى المستعمرات هي صدور أمر إمبراطوري في المجلس بتاريخ عام 1825. كانت هذه الخطوة مستوحاة من عدد من العوامل. كانت المملكة المتحدة تطبق الآن معيار الذهب بنجاح كبير فيما يتصل بالسيادة الذهبية التي قُدمت في عام 1816، كانت هناك رغبة في توسيع هذا النظام ليشمل المستعمرات. بالإضافة إلى ذلك، هناك انقطاع في إمدادات الدولارات الإسبانية ( قطع من ثمانية) نتيجة للثورات في أمريكا اللاتينية حيث سك معظم الدولارات الإسبانية. في الواقع، سك آخر دولار إسباني في مدينة بوتوسي عام 1825. أصبح هناك الآن رغبة متزايدة في الحصول على إمدادات مستقرة وثابتة من الشلنات البريطانية في كل مكان حيث الطبول البريطانية تدق. كان الأمر الصادر عن المجلس عام 1825 فاشلاً إلى حد كبير لأنه جعل العملة الفضية الإسترلينية قانونية بسعر غير واقعي مقارنة بالدولار الإسباني حيث بلغ الدولار الأمريكي 1= 4 شلنات و4 بنسات. نجح هذا النهج في جامايكا، برمودا، وهندوراس البريطانية لأن السلطات في تلك المناطق تجاهلت التصنيفات الرسمية واستخدمت التصنيف الأكثر واقعية، وهو 1 = 4 شلنات. كانت حقيقة التقييم بين الدولار والجنيه الإسترليني تعتمد على محتوى الفضة في القطع الإسبانية الثمانية مقارنة بمحتوى الذهب في الجنيه الذهبي البريطاني.
في عام 1838، صدر مرسوم إمبراطوري ثانٍ بالتقييم الصحيح للدولار 1 = 4 شلنات و2 بنس. في السنوات التي أعقبت الأمر الصادر عن المجلس عام 1838، بدأت أقاليم جزر الهند الغربية البريطانية في سن التشريعات المحلية لأغراض استيعاب أموال حساباتها بالجنيه الإسترليني البريطاني. أدى اكتشاف الذهب في أستراليا عام 1851 إلى خروج الدولار الفضي من جزر الهند الغربية، وعاد مرة أخرى مع الانخفاض الكبير في قيمة الفضة الذي أعقب انتقال ألمانيا إلى معيار الذهب بين عامي 1871 و1873. في السنوات التي أعقبت عام 1873 مباشرة، كان هناك خوف من أن تعود جزر الهند الغربية البريطانية إلى معيار الفضة. بناء على ذلك، مُررت تشريعات في الأقاليم الفردية لإلغاء تداول الدولارات الفضية. على الرغم من أن العملة البريطانية كانت أيضًا فضية، إلا أنها كانت تُمثل أجزاء من الجنيه الذهبي، وبالتالي قيمتها تعتمد على معيار الذهب. خلال هذه الفترة، وحتى القرن التاسع عشر، كان من الممكن الاحتفاظ بالحسابات إما بالدولار أو بالجنيه الإسترليني. فضلت جامايكا، برمودا، وجزر الباهاما استخدام الحسابات بالجنيه الإسترليني بينما استخدمت غيانا البريطانية الحسابات بالدولار. استخدمت غيانا البريطانية حسابات الدولار لغرض المساعدة في الانتقال من نظام العملة الهولندي الجيلدر إلى نظام الجنيه الإسترليني البريطاني. وفي أراضي شرق البحر الكاريبي، فضل القطاع الخاص استخدام الحسابات بالدولار، في حين فضلت الحكومة استخدام الحسابات بالجنيه الإسترليني. في بعض أقاليم شرق البحر الكاريبي، أصدرت بنوك خاصة مختلفة أوراقاً نقدية بالدولار تعادل 4 شلن و2 بنس. انظر دولار أنتيغوا، الدولار الباربادوسي، الدولار الدومينيكي، الدولار الغرينادي، الدولار الغياني، دولار سانت كيتس، دولار سانت لوسيا، دولار سانت فينسنت، ودولار ترينيداد وتوباغو.
في عام 1946، شهد مؤتمر العملة في جزر الهند الغربية موافقة باربادوس، غويانا البريطانية، وجزر ليوارد، ترينيداد، توباغو، وجزر ويندوارد على إنشاء نظام عملة عشري موحد يعتمد على دولار جزر الهند الغربية ليحل محل الترتيب الحالي المتمثل في وجود ثلاثة مجالس مفوضي عملة مختلفة (لباربادوس (التي خدمت أيضًا جزر ليوارد وجزر ويندوارد)، وغويانا البريطانية، ترينيداد، وتوباغو).
في عام 1949، ضافت الحكومة البريطانية الطابع الرسمي على نظام الحسابات بالدولار في غيانا البريطانية وأراضي شرق البحر الكاريبي من خلال إدخال دولار جزر الهند الغربية البريطانية (BWI$) بسعر التحويل الموجود بالفعل وهو 4.80 لكل جنيه إسترليني (أو 1 = 4 شلن و2 بنس). كانت هذه واحدة من العديد من المشاريع السياسية والاقتصادية التجريبية التي اختبرتها الحكومة البريطانية لتشكيل نظام موحد داخل أراضيها في جزر الهند الغربية البريطانية. كانت العملة تُعرف شفهيًا باسم دولار "بيوي" (مصطلح عامي يشير إلى جزر الهند الغربية البريطانية). تأسس مجلس العملة الكاريبية البريطانية (BCCB) عام 1950، في ترينيداد مع الحق الوحيد في إصدار الأوراق النقدية والعملات المعدنية للعملة الموحدة الجديدة وإعطائه تفويضًا بالحفاظ على غطاء النقد الأجنبي الكامل لضمان قابلية التحويل عند 4.80 للجنيه الإسترليني. في عام 1951، انضمت جزر فيرجن البريطانية إلى الترتيب، ولكن أدى إلى استياء لأن تلك المنطقة كانت منجذبة بشكل أكثر طبيعية إلى عملة جزر فيرجن الأمريكية المجاورة. في عام 1959، انسحبت جزر فيرجن البريطانية من الترتيب واعتمدت الدولار الأمريكي.
حتى عام 1955، كان الدولار البريطاني الأبيض موجودًا فقط في صورة أوراق نقدية بالتزامن مع العملات المعدنية الجزئية الإسترليني. استبدلت العملات العشرية بالعملات الإسترليني في عام 1955. كانت العملات العشرية مقومة بالسنتات، حيث كل سنت يساوي نصف بنس بالجنيه الإسترليني.
في عام 1958، تأسس اتحاد جزر الهند الغربية وعملته الدولار الأمريكي. مع ذلك، وعلى الرغم من أن جامايكا (بما في ذلك جزر كايمان، جزر توركس وكايكوس) كانت جزءًا من اتحاد جزر الهند الغربية، إلا أنها احتفظت بالجنيه الجامايكي، على الرغم من اعتمادها الدولار الأمريكي لجزر الهند الغربية كعملة قانونية منذ عام 1954. كانت جامايكا، جزر كايمان، وجزر توركس وكايكوس بالفعل من بين المستخدمين الراسخين لنظام الحسابات الإسترليني المكون من الجنيهات، الشلنات، والبنسات.
في عام 1964 أنهت جامايكا الوضع القانوني لعملة BWI$ وانسحبت ترينيداد وتوباغو من الاتحاد النقدي (اعتمدت دولار ترينيداد وتوباغو) مما أجبر البنك المركزي الكاريبي على نقل مقره من ترينيداد إلى باربادوس وسرعان ما فقد دولار "BWI$" دعمه الإقليمي.
في عام 1965، استبدل دولار جزر الهند الغربية البريطانية التابع لاتحاد جزر الهند الغربية المنحل الآن بالدولار الكاريبي الشرقي واستبدل BCCB بهيئة العملة الكاريبية الشرقية أو ECCA (التي أنشئت بموجب اتفاقية العملة الكاريبية الشرقية لعام 1965). انسحبت غيانا البريطانية من الاتحاد النقدي في العام التالي. انضمت غرينادا إلى اتفاقية العملة المشتركة في عام 1968 بعد أن استخدمت دولار ترينيداد وتوباغو منذ عام 1964. انسحبت باربادوس من الاتحاد النقدي في عام 1972، وبعد ذلك نقل مقر ECCA إلى سانت كيتس.
بين عامي 1965 و1983، أصدرت هيئة العملة في شرق الكاريبي الدولار الكاريبي، مع الأوراق النقدية من عام 1965 والعملات المعدنية من عام 1981. يصدر الدولار الكاريبي حاليًا من قِبل البنك المركزي لشرق الكاريبي، ومقره في مدينة باستير، في سانت كيتس ونيفيس. أنشأ البنك بموجب اتفاقية (اتفاقية البنك المركزي لشرق الكاريبي) ووقعت في بورت أوف سبين في 5 يوليو 1983.
ظل سعر الصرف 4.80 = 1 جنيه إسترليني (ما يعادل 1 قديمًا = 4 شلن و2 بنسات) مستمرًا حتى عام 1976 بالنسبة للدولار الجديد في شرق الكاريبي.
للحصول على مخطط أوسع لتاريخ العملة في المنطقة، راجع عملات جزر الهند الغربية البريطانية.

## عملات معدنية
قُدمت العملات المعدنية في عام 1955 بفئات1⁄2، 1، 2، 5، 10، 25 و 50 سنتًا، سكت تحت اسم "الأقاليم البريطانية الكاريبية، المجموعة الشرقية". ال1⁄2 كانت العملات المعدنية و1 و2 سنت مصنوعة من البرونز وبنفس وزن وقطر العملات المعدنية البريطانية من فئة الفارذنغ، نصف البنس، والبنس الواحد. كانت العملة المعدنية بقيمة 5 سنتات مصنوعة من النحاس، بينما كانت العملات المعدنية بقيمة 10، 25، و50 سنتًا مصنوعة من النحاس والنيكل. ظلت هذه العملات المعدنية متداولة حتى عام 1981، باستثناء1⁄2 ، والتي سحبت في عام 1965. حملت جميع العملات المعدنية صورة الملكة إليزابيث الثانية على الوجه الأمامي.

## الأوراق النقدية
صدرت الأوراق النقدية الأولى في جزر الهند الغربية البريطانية من قِبل البنوك الخاصة، بما في ذلك البنك الاستعماري، بنك باركليز (الذي استولى على البنك الاستعماري)، والبنك الملكي الكندي. صدرت هذه القرارات في أنتيغوا، بربادوس، غويانا البريطانية، دومينيكا، غرينادا، سانت كيتس، سانت لوسيا، سانت فينسنت، وترينيداد وتوباغو. كانت الميزة الرئيسية المثيرة للاهتمام في هذه الأوراق النقدية هي أنها أظهرت نظام المحاسبة المزدوج من خلال تحديد المبلغ بالجنيه الإسترليني والدولار الإسباني بسعر التحويل التلقائي 1 دولار = 4 شلن و2 بنس جنيه إسترليني.
وهناك أيضًا قضايا حكومية تتعلق بباربادوس وغويانا البريطانية.
في عام 1950، صدرت الإصدارات الأولى لجميع المستعمرات المشاركة، باسم "الأقاليم البريطانية في منطقة البحر الكاريبي، المجموعة الشرقية". وهذه العملات من فئات 1، 2، 5، 10، 20 و100 دولار. حلت هذه الأوراق النقدية محل جميع الإصدارات السابقة في عام 1951. حملت الأعداد الصادرة في عامي 1950 و1951 صورة الملك جورج السادس، بينما حملت الأعداد الصادرة بين عامي 1953 و1964 صورة الملكة إليزابيث الثانية.
تقع بادئات الأرقام التسلسلية على مقدمة الورقة النقدية، وتكون تلك الخاصة بسلسلة الملك جورج السادس كسرية بينما تكون تلك الخاصة بسلسلة الملكة إليزابيث الثانية أبجدية رقمية. ظهر جميع الأوراق النقدية في كلا السلسلتين متطابق باستثناء اللون. يظهر في الصورة شعار النبالة لجزر ليوارد، الشعارات الاستعمارية لغويانا البريطانية، بربادوس، جزر ويندوارد، وترينيداد وتوباغو.
في مارس 1965، تأسست هيئة العملة في شرق الكاريبي (ECCA) في أعقاب الانسحاب من مجلس العملة الكاريبي البريطاني في غيانا البريطانية وترينيداد وتوباغو لإنشاء البنوك المركزية الخاصة بهما.
| East Caribbean Territories Banknotes | East Caribbean Territories Banknotes | East Caribbean Territories Banknotes            | East Caribbean Territories Banknotes | East Caribbean Territories Banknotes | East Caribbean Territories Banknotes | East Caribbean Territories Banknotes |
| Denomination                         | Colour                               | Front                                           | Back                                 | Size (mm)                            | Dates                                | Prefixes                             |
| ------------------------------------ | ------------------------------------ | ----------------------------------------------- | ------------------------------------ | ------------------------------------ | ------------------------------------ | ------------------------------------ |
| $1                                   | Red                                  | Map of الكاريبي on a scroll; King George VI     | Coat of Arms and Colonial Badges     | 150 x 82                             | 28 Nov 1950                          | A/1 - H/1                            |
| $1                                   | Red                                  | Map of الكاريبي on a scroll; King George VI     | Coat of Arms and Colonial Badges     | 150 x 82                             | 01 Sep 1951                          | J/1 - L/1                            |
| $2                                   | Blue                                 | Map of الكاريبي on a scroll; King George VI     | Coat of Arms and Colonial Badges     | 150 x 82                             | 28 Nov 1950                          | A/1 - C/1                            |
| $2                                   | Blue                                 | Map of الكاريبي on a scroll; King George VI     | Coat of Arms and Colonial Badges     | 150 x 82                             | 01 Sep 1951                          | C/1 - D/1                            |
| $5                                   | Green                                | Map of الكاريبي on a scroll; King George VI     | Coat of Arms and Colonial Badges     | 150 x 82                             | 28 Nov 1950                          | A/1 - E/1                            |
| $5                                   | Green                                | Map of الكاريبي on a scroll; King George VI     | Coat of Arms and Colonial Badges     | 150 x 82                             | 01 Sep 1951                          | E/1 - H/1                            |
| $10                                  | Brown                                | Map of الكاريبي on a scroll; King George VI     | Coat of Arms and Colonial Badges     | 150 x 82                             | 28 Nov 1950                          | A/1                                  |
| $10                                  | Brown                                | Map of الكاريبي on a scroll; King George VI     | Coat of Arms and Colonial Badges     | 150 x 82                             | 01 Sep 1951                          | B/1                                  |
| $20                                  | Purple                               | Map of الكاريبي on a scroll; King George VI     | Coat of Arms and Colonial Badges     | 150 x 82                             | 28 Nov 1950                          | A/1                                  |
| $20                                  | Purple                               | Map of الكاريبي on a scroll; King George VI     | Coat of Arms and Colonial Badges     | 150 x 82                             | 01 Sep 1951                          | A/1 - B/1                            |
| $100                                 | Black                                | Map of الكاريبي on a scroll; King George VI     | Coat of Arms and Colonial Badges     | 150 x 82                             | 28 Nov 1950                          | A/1                                  |
| $100                                 | Black                                | Map of الكاريبي on a scroll; King George VI     | Coat of Arms and Colonial Badges     | 150 x 82                             | 01 Sep 1950                          | A/1                                  |
| $1                                   | Red                                  | Map of الكاريبي on a scroll; Queen Elizabeth II | Coat of Arms and Colonial Badges     | 150 x 82                             | 05 Jan 1953                          | A2 - D2                              |
| $1                                   | Red                                  | Map of الكاريبي on a scroll; Queen Elizabeth II | Coat of Arms and Colonial Badges     | 150 x 82                             | 01 Mar 1954                          | D2 - J2                              |
| $1                                   | Red                                  | Map of الكاريبي on a scroll; Queen Elizabeth II | Coat of Arms and Colonial Badges     | 150 x 82                             | 03 Jan 1955                          | J2 - N2                              |
| $1                                   | Red                                  | Map of الكاريبي on a scroll; Queen Elizabeth II | Coat of Arms and Colonial Badges     | 150 x 82                             | 03 Jan 1956                          | N2 - U2                              |
| $1                                   | Red                                  | Map of الكاريبي on a scroll; Queen Elizabeth II | Coat of Arms and Colonial Badges     | 150 x 82                             | 02 Jan 1957                          | U2 - X2                              |
| $1                                   | Red                                  | Map of الكاريبي on a scroll; Queen Elizabeth II | Coat of Arms and Colonial Badges     | 150 x 82                             | 02 Jan 1958                          | Y2 - J3                              |
| $1                                   | Red                                  | Map of الكاريبي on a scroll; Queen Elizabeth II | Coat of Arms and Colonial Badges     | 150 x 82                             | 02 Jan 1959                          | J3 - N3                              |
| $1                                   | Red                                  | Map of الكاريبي on a scroll; Queen Elizabeth II | Coat of Arms and Colonial Badges     | 150 x 82                             | 01 Jul 1960                          | N3 - S3                              |
| $1                                   | Red                                  | Map of الكاريبي on a scroll; Queen Elizabeth II | Coat of Arms and Colonial Badges     | 150 x 82                             | 02 Jan 1961                          | S3 - X3                              |
| $1                                   | Red                                  | Map of الكاريبي on a scroll; Queen Elizabeth II | Coat of Arms and Colonial Badges     | 150 x 82                             | 02 Jan 1962                          | Y3 - K4                              |
| $1                                   | Red                                  | Map of الكاريبي on a scroll; Queen Elizabeth II | Coat of Arms and Colonial Badges     | 150 x 82                             | 02 Jan 1963                          | K4 - N4                              |
| $1                                   | Red                                  | Map of الكاريبي on a scroll; Queen Elizabeth II | Coat of Arms and Colonial Badges     | 150 x 82                             | 02 Jan 1964                          | N4 - T4                              |
| $2                                   | Blue                                 | Map of الكاريبي on a scroll; Queen Elizabeth II | Coat of Arms and Colonial Badges     | 150 x 82                             | 05 Jan 1953                          | A2 - B2                              |
| $2                                   | Blue                                 | Map of الكاريبي on a scroll; Queen Elizabeth II | Coat of Arms and Colonial Badges     | 150 x 82                             | 01 Mar 1954                          | C2 - D2                              |
| $2                                   | Blue                                 | Map of الكاريبي on a scroll; Queen Elizabeth II | Coat of Arms and Colonial Badges     | 150 x 82                             | 03 Jan 1955                          | E2                                   |
| $2                                   | Blue                                 | Map of الكاريبي on a scroll; Queen Elizabeth II | Coat of Arms and Colonial Badges     | 150 x 82                             | 03 Jan 1956                          | E2 - G2                              |
| $2                                   | Blue                                 | Map of الكاريبي on a scroll; Queen Elizabeth II | Coat of Arms and Colonial Badges     | 150 x 82                             | 02 Jan 1957                          | G2 - J2                              |
| $2                                   | Blue                                 | Map of الكاريبي on a scroll; Queen Elizabeth II | Coat of Arms and Colonial Badges     | 150 x 82                             | 02 Jan 1958                          | J2 - M2                              |
| $2                                   | Blue                                 | Map of الكاريبي on a scroll; Queen Elizabeth II | Coat of Arms and Colonial Badges     | 150 x 82                             | 02 Jan 1959                          | M2 - N2                              |
| $2                                   | Blue                                 | Map of الكاريبي on a scroll; Queen Elizabeth II | Coat of Arms and Colonial Badges     | 150 x 82                             | 01 Jul 1960                          | N2 - P2                              |
| $2                                   | Blue                                 | Map of الكاريبي on a scroll; Queen Elizabeth II | Coat of Arms and Colonial Badges     | 150 x 82                             | 02 Jan 1961                          | Q2 - S2                              |
| $2                                   | Blue                                 | Map of الكاريبي on a scroll; Queen Elizabeth II | Coat of Arms and Colonial Badges     | 150 x 82                             | 02 Jan 1962                          | S2 - V2                              |
| $2                                   | Blue                                 | Map of الكاريبي on a scroll; Queen Elizabeth II | Coat of Arms and Colonial Badges     | 150 x 82                             | 02 Jan 1963                          | V2 - X2                              |
| $2                                   | Blue                                 | Map of الكاريبي on a scroll; Queen Elizabeth II | Coat of Arms and Colonial Badges     | 150 x 82                             | 02 Jan 1964                          | X2 - Y2                              |
| $5                                   | Green                                | Map of الكاريبي on a scroll; Queen Elizabeth II | Coat of Arms and Colonial Badges     | 150 x 82                             | 05 Jan 1953                          | A2 - B2                              |
| $5                                   | Green                                | Map of الكاريبي on a scroll; Queen Elizabeth II | Coat of Arms and Colonial Badges     | 150 x 82                             | 03 Jan 1955                          | C2 - D2                              |
| $5                                   | Green                                | Map of الكاريبي on a scroll; Queen Elizabeth II | Coat of Arms and Colonial Badges     | 150 x 82                             | 03 Jan 1956                          | D2 - E2                              |
| $5                                   | Green                                | Map of الكاريبي on a scroll; Queen Elizabeth II | Coat of Arms and Colonial Badges     | 150 x 82                             | 02 Jan 1957                          | F2 - J2                              |
| $5                                   | Green                                | Map of الكاريبي on a scroll; Queen Elizabeth II | Coat of Arms and Colonial Badges     | 150 x 82                             | 02 Jan 1958                          | J2 - M2                              |
| $5                                   | Green                                | Map of الكاريبي on a scroll; Queen Elizabeth II | Coat of Arms and Colonial Badges     | 150 x 82                             | 02 Jan 1959                          | N2                                   |
| $5                                   | Green                                | Map of الكاريبي on a scroll; Queen Elizabeth II | Coat of Arms and Colonial Badges     | 150 x 82                             | 02 Jan 1961                          | P2 - R2                              |
| $5                                   | Green                                | Map of الكاريبي on a scroll; Queen Elizabeth II | Coat of Arms and Colonial Badges     | 150 x 82                             | 02 Jan 1962                          | R2 - T2                              |
| $5                                   | Green                                | Map of الكاريبي on a scroll; Queen Elizabeth II | Coat of Arms and Colonial Badges     | 150 x 82                             | 02 Jan 1963                          | T2 - V2                              |
| $5                                   | Green                                | Map of الكاريبي on a scroll; Queen Elizabeth II | Coat of Arms and Colonial Badges     | 150 x 82                             | 02 Jan 1964                          | V2 - W2                              |
| $10                                  | Brown                                | Map of الكاريبي on a scroll; Queen Elizabeth II | Coat of Arms and Colonial Badges     | 150 x 82                             | 05 Jan 1953                          | A2                                   |
| $10                                  | Brown                                | Map of الكاريبي on a scroll; Queen Elizabeth II | Coat of Arms and Colonial Badges     | 150 x 82                             | 03 Jan 1955                          | A2                                   |
| $10                                  | Brown                                | Map of الكاريبي on a scroll; Queen Elizabeth II | Coat of Arms and Colonial Badges     | 150 x 82                             | 03 Jan 1956                          | A2 - B2                              |
| $10                                  | Brown                                | Map of الكاريبي on a scroll; Queen Elizabeth II | Coat of Arms and Colonial Badges     | 150 x 82                             | 02 Jan 1957                          | C2                                   |
| $10                                  | Brown                                | Map of الكاريبي on a scroll; Queen Elizabeth II | Coat of Arms and Colonial Badges     | 150 x 82                             | 02 Jan 1958                          | C2 - D2                              |
| $10                                  | Brown                                | Map of الكاريبي on a scroll; Queen Elizabeth II | Coat of Arms and Colonial Badges     | 150 x 82                             | 02 Jan 1959                          | D2 - E2                              |
| $10                                  | Brown                                | Map of الكاريبي on a scroll; Queen Elizabeth II | Coat of Arms and Colonial Badges     | 150 x 82                             | 02 Jan 1961                          | E2                                   |
| $10                                  | Brown                                | Map of الكاريبي on a scroll; Queen Elizabeth II | Coat of Arms and Colonial Badges     | 150 x 82                             | 02 Jan 1962                          | E2 - H2                              |
| $10                                  | Brown                                | Map of الكاريبي on a scroll; Queen Elizabeth II | Coat of Arms and Colonial Badges     | 150 x 82                             | 02 Jan 1963                          | H2                                   |
| $10                                  | Brown                                | Map of الكاريبي on a scroll; Queen Elizabeth II | Coat of Arms and Colonial Badges     | 150 x 82                             | 02 Jan 1964                          | J2                                   |
| $20                                  | Purple                               | Map of الكاريبي on a scroll; Queen Elizabeth II | Coat of Arms and Colonial Badges     | 150 x 82                             | 05 Jan 1953                          | A2                                   |
| $20                                  | Purple                               | Map of الكاريبي on a scroll; Queen Elizabeth II | Coat of Arms and Colonial Badges     | 150 x 82                             | 03 Jan 1955                          | A2                                   |
| $20                                  | Purple                               | Map of الكاريبي on a scroll; Queen Elizabeth II | Coat of Arms and Colonial Badges     | 150 x 82                             | 02 Jan 1957                          | A2                                   |
| $20                                  | Purple                               | Map of الكاريبي on a scroll; Queen Elizabeth II | Coat of Arms and Colonial Badges     | 150 x 82                             | 02 Jan 1959                          | A2 - B2                              |
| $20                                  | Purple                               | Map of الكاريبي on a scroll; Queen Elizabeth II | Coat of Arms and Colonial Badges     | 150 x 82                             | 02 Jan 1961                          | C2                                   |
| $20                                  | Purple                               | Map of الكاريبي on a scroll; Queen Elizabeth II | Coat of Arms and Colonial Badges     | 150 x 82                             | 02 Jan 1962                          | D2                                   |
| $20                                  | Purple                               | Map of الكاريبي on a scroll; Queen Elizabeth II | Coat of Arms and Colonial Badges     | 150 x 82                             | 02 Jan 1963                          | E2                                   |
| $20                                  | Purple                               | Map of الكاريبي on a scroll; Queen Elizabeth II | Coat of Arms and Colonial Badges     | 150 x 82                             | 02 Jan 1964                          | E2                                   |
| $100                                 | Black                                | Map of الكاريبي on a scroll; Queen Elizabeth II | Coat of Arms and Colonial Badges     | 150 x 82                             | 05 Jan 1953                          | A2                                   |
| $100                                 | Black                                | Map of الكاريبي on a scroll; Queen Elizabeth II | Coat of Arms and Colonial Badges     | 150 x 82                             | 01 Mar 1954                          | A2                                   |
| $100                                 | Black                                | Map of الكاريبي on a scroll; Queen Elizabeth II | Coat of Arms and Colonial Badges     | 150 x 82                             | 02 Jan 1957                          | A2                                   |
| $100                                 | Black                                | Map of الكاريبي on a scroll; Queen Elizabeth II | Coat of Arms and Colonial Badges     | 150 x 82                             | 02 Jan 1963                          | A2                                   |

## روابط خارجية
- التاريخ المبكر للعملة في جزر الهند الغربية البريطانية البنك المركزي في ترينيداد وتوباغو
- التاريخ المبكر للعملة في جزر الهند الغربية البريطانية ، البنك المركزي في باربادوس